# Jean Coutenceau
Pour les articles homonymes, voir Coutenceau.
Jean René Coutenceau est un homme politique français né le 14 février 1787 à Saint-Julien-de-l'Escap (Charente-Maritime) et mort le 27 octobre 1866 à Saint-Julien-de-l'Escap.

## Biographie
Menuisier, puis agriculteur, il est député de la Charente-Maritime de 1848 à 1849, siégeant à gauche. Il démissionne une fois la constitution adoptée.

## Sources
- « Jean Coutenceau », dans Adolphe Robert et Gaston Cougny, Dictionnaire des parlementaires français, Edgar Bourloton, 1889-1891 [détail de l’édition]